# Гордієнко Віталій Олегович
Віта́лій Оле́гович Гордіє́нко (1986—2014) — старший солдат Збройних сил України; учасник російсько-української війни.

## Життєпис
Народився 1986 року в смт Червоногригорівка (Нікопольський район, Дніпропетровська область). Закінчив 10 класів Червоногригорівської ЗОШ; працював на Нікопольському феросплавному заводі.
Мобілізований у березні 2014-го; снайпер, 25-а окрема повітрянодесантна бригада.
Загинув 31 липня 2014-го під час обстрілів позицій українських вояків. Обстріли з РСЗВ «Град» супроводжувалися одночасною атакою бойовиків із засідки на колону БТР десантників поблизу Шахтарська.
Вдома лишилися батьки.
Похований в Червоногригорівці.

## Нагороди та вшанування
- 14 листопада 2014 року за особисту мужність і героїзм, виявлені у захисті державного суверенітету та територіальної цілісності України, вірність військовій присязі під час російсько-української війни, відзначений — нагороджений орденом «За мужність» III ступеня (посмертно)
- в Червоногригорівській ЗОШ встановлено меморіальну дошку Віталію Гордієнку.